# Battles
Battles — американская рок-группа из Нью-Йорка, образованная в 2002 году. В состав входят гитаристы Иэн Уильямс (бывший участник Don Caballero и Storm & Stress) и Дэйв Конопка (раньше играл в Lynx) и ударник Джон Станир (из Helmet).

## История
Выпустив несколько мини-альбомов[когда?], группа издала дебютный альбом EP C / B EP на лейбле Warp Records в феврале 2006 года; в этот сборник вошли записи из ранних релизов EP C, B EP и сингла «Tras». 14 мая 2007 года вышел первый полноформатный диск Mirrored, который был положительно оценен критиками и включён в несколько годовых списков лучших[когда?].
В августе 2010 года Тайондай Брэкстон покинул группу из-за нежелания гастролировать, и чтобы заняться сольной карьерой. 6 июня 2011 года вышел второй альбом Gloss Drop, в создании которого принимали участие Гэри Ньюман, Кадзу Макино из Blonde Redhead и Yamantaka Eye. Диск занял 98-е место в чарте Billboard 200.

## Дискография

### Альбомы
| Год  | Альбом                                                          | Высшая позиция в чарте | Высшая позиция в чарте | Высшая позиция в чарте | Высшая позиция в чарте | Высшая позиция в чарте | Высшая позиция в чарте |
| Год  | Альбом                                                          | US                     | US Heat.               | US Indie.              | UK                     | IR                     | BE                     |
| ---- | --------------------------------------------------------------- | ---------------------- | ---------------------- | ---------------------- | ---------------------- | ---------------------- | ---------------------- |
| 2007 | Mirrored - Выпущен: 27 мая 2007 - Лейбл: Warp Records           | —                      | 7                      | 26                     | 70                     | 35                     | 67                     |
| 2011 | Gloss Drop - Выпущен: 6 июня 2011 - Лейбл: Warp Records         | 98                     | —                      | 19                     | 48                     | 50                     | 73                     |
| 2015 | La Di Da Di - Выпущен: 17 сентября 2015 - Лейбл: Warp Records   | —                      | —                      | —                      | 57                     | 97                     | 93                     |
| 2019 | Juice B Crypts - Выпущен: 16 октября 2019 - Лейбл: Warp Records | —                      |                        |                        | —                      | —                      | —                      |

### Мини-альбомы
- EP C (Monitor Records, 8 июня 2004)
- B EP (Dim Mak Records, сентябрь 2004)
- EPC (Dotlinecircle, октябрь 2004) (Специальное издание, выпущенное только в Японии)
- Lives (Beat Records, 27 сентября 2007)
- Tonto+ (Warp Records, 22 октября 2007)

### Сборники
- EP C/B EP (Warp Records, 21 февраля 2006)
- Warp20 (Chosen) (28 сентября 2009)

### Синглы
- «Tras» (15 июня 2004, 12")
- «Atlas» (апрель 2007, 12")
- «Tonto» (октябрь 2007)
- «The Line» (август 2010, цифровой релиз)
- «Ice Cream» (март 2011, 12")
- «My Machines» (август 2011, 12")